# 감자 부침

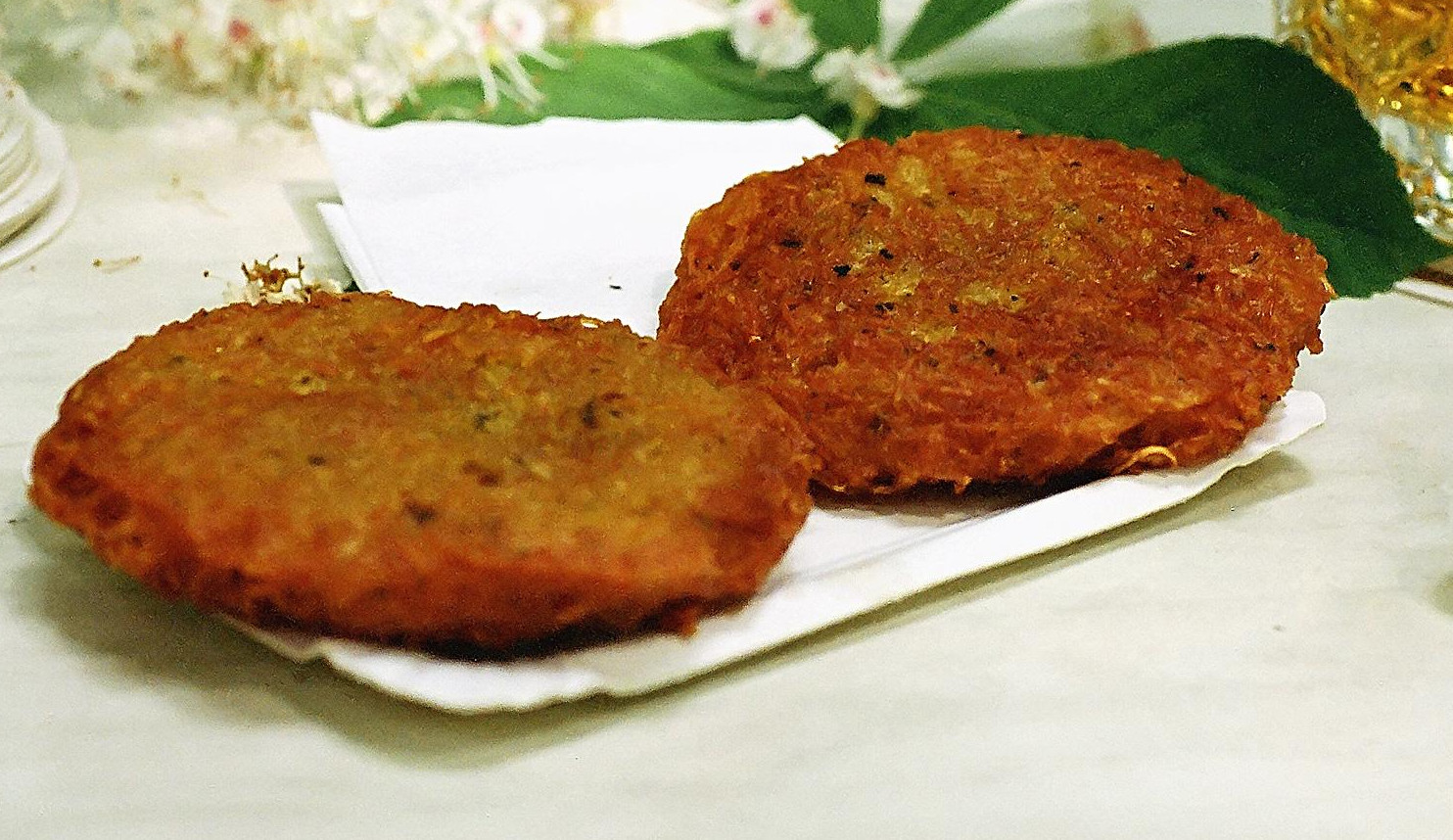
감자 부침

감자 부침은 감자 반죽을 프라이팬이나 철판에 구운 요리이다.

## 같이 보기
- 감자전
- 드라니키
- 라트케
- 박스티